# Gilberte Rivet
Pour les articles homonymes, voir Rivet (homonymie).
Gilberte Rivet, née le 15 septembre 1926 à Pont-Saint-Esprit et morte le 4 mars 2023 à Bagnols-sur-Cèze, est une actrice française.

## Biographie
Née le 15 septembre 1926 à Pont-Saint-Esprit, Gilberte Rivet est d'abord une enfant prodige du piano. Dès l'âge de 7 ans, elle donne son premier concert et suivra les cours de conservatoires prestigieux, mais les moyens financiers pour continuer manqueront. Elle avoue que le goût du public ouvert par cette carrière précoce lui donneront envie de continuer.
Après une formation classique chez Henri Rollan au Conservatoire, elle débute au théâtre, très jeune, dans « les petits garçons » de Cyrano. Autant que possible, elle a opté résolument pour la diversité dans le choix de ses rôles. Elle ne s'est pas cantonnée à des personnages autour d’un rôle type qu’elle se serait créée. Elle dénonce d'ailleurs « l'image fixée, stéréotypée qu'on a tendance en France à étiqueter sur tout comédien ». Elle a réussi à y échapper afin que chaque personnage incarné représente une expérience nouvelle d'autant plus enrichissante. L'aperçu de sa carrière représente bien l'étendu des rôles qu’elle a su jouer. De la Compagnie Sacha Pitoëff, au sein de laquelle elle tient le rôle d'Anna la phtisique, aux Bas-Fonds de Gorki, à Fanny de Pagnol aux côtés de Catherine Rouvel.
En Grèce, elle interprète Stratonice de Polyeucte, ainsi qu'Elvire du Cid aux côtés de Pierre Vaneck et Jacques Dacqmine, devant 4 000 personnes.
En parallèle, elle est militante communiste.
Pierre Arditi a rencontré personnellement Gilberte Rivet.
Elle meurt à l'âge de 96 ans le 4 mars 2023 à Bagnols-sur-Cèze,. Elle est inhumée dans le caveau familial au cimetière de Pont-Saint-Esprit (Gard).

## Filmographie

### Cinéma

#### Longs métrages
- 1970 : Heureux qui comme Ulysse : Madame Pascal
- 1974 : Lacombe Lucien : la mère de Lucien
- 1975 : Aloïse
- 1977 : Le Pays bleu : Nora Santini
- 1980 : Retour à Marseille : Gilberte
- 1983 : En haut des marches : une Toulonnaise

#### Court métrage
- 1985 : La Lettre à Dédé

### Télévision

#### Séries télévisées
- 1957 : En votre âme et conscience
- 1970 : Les Cousins de la Constance : Marie
- 1972 : Les Gens de Mogador : Philomène
- 1976 : Nans le berger
- 1977 : Bergeval père et fils : Madame Gervais
- 1977 : Bonsoir chef : Louise
- 1978 : Heidi : Grocer's Wife
- 1978 : Médecins de nuit : La femme d'Emile / Mme Emile / La femme d'Émile / ...
- 1979 : Le Jeune Homme vert : Jeanne Arnaud
- 1980 : Cinéma 16 : Mme Bouffarigues
- 1996 : Dans un grand vent de fleurs : France

#### Téléfilms
- 1970 : Nemo : Léontine
- 1978 : Pourquoi tuer le pépé : Rose Salognon
- 1979 : Le Facteur de Fontcabrette : Mme Foucheraud
- 1980 : Ciboulette : La mère Pingret
- 1981 : Fini de rire, fillette : Marthe
- 1982 : Le Sage de Sauvenat : Germaine
- 1984 : La Terre et le Moulin : La Sauvine
- 1990 : L'Ami Giono: Jofroi de la Maussan : Jeannette
- 1990 : L'Ami Giono: Onorato : Apollonie Babou
- 1991 : Les Mouettes : Mariette
- 1992 : Escapade à Paris : Mme Béjart